# Comitè d'Estàndards d'Automatització del Disseny
El Comitè d'Estàndards d'Automatització del Disseny (amb acrònim anglès DASC) és un subgrup de persones interessades membres de l'Institut d'Enginyers Elèctrics i Electrònics (IEEE) Computer Society and Standards Association. Supervisa els estàndards IEEE relacionats amb el disseny assistit per ordinador (conegut com a automatització del disseny). Forma part de la IEEE Computer Society.
Aquest grup patrocina i desenvolupa estàndards sota les polítiques de l'IEEE.
El grup va començar l'estiu de 1984 a la Design Automation Conference. Inicialment, el grup va donar suport a VHDL com a estàndard, però va ampliar la seva cobertura a Verilog, i després a àrees addicionals a l'espai d'automatització del disseny.
Després de passar per un període de molt poques reunions el 2004-2006 que va acabar amb una certa polèmica sobre els estàndards d'energia (vegeu Common Power Format i Unified Power Format), el grup va desenvolupar polítiques i procediments nous i explícits. Amb aquests tràmits aprovats l'any 2007, el grup va començar a reunir-se mensualment per teleconferència. Les reunions actives inclouen empreses EDA, empreses d'integració de sistemes, propietat intel·lectual electrònica (desenvolupadors IP i empreses de semiconductors i persones interessades en aquests temes.
El centre d'interès més gran del DASC ha estat al voltant dels estàndards de verificació i disseny basats en llenguatges derivats dels estàndards clau de llenguatge de descripció de maquinari VHDL i Verilog. D'aquests han sortit estàndards de cronometratge, síntesi, rutines matemàtiques, proves, potència, xifratge i metadades per als temes anteriors.
Els grups de treball actius són:
- Grups de treball VHDL
  - P1076 Manual de referència del llenguatge VHDL estàndard (VASG).
  - P1076.1 Extensions estàndard VHDL analògiques i de senyal mixt (VHDL-AMS).
  - P1076.1.1 Extensions estàndard VHDL analògics i de senyal mixt - Paquets per a suport de dominis d'energia múltiple (StdPkgs) - aquest grup ara forma part de 1076.1
- Grups de treball SystemVerilog
  - P1800 SystemVerilog : Llenguatge de disseny, especificació i verificació de maquinari unificat (SV-IEEE1800) [copatrocinat amb IEEE-SA CAG].
- P1647 Estàndard per al llenguatge de verificació funcional "e" (eWG).
- P1699 Estàndard de llenguatge de disseny de nivell de sistema Rosetta (WG).
- P1734 Estàndard per a la qualitat de la propietat intel·lectual (IP) del disseny electrònic (WG).
- P1801 Estàndard per al disseny i verificació de circuits integrats de baixa potència.